# Natan Złotnikow
Natan Markowicz Złotnikow (ros. Натан Маркович Злотников; ur. w 1934, zm. w 2006) – radziecki poeta.

## Życiorys
Od 1962 był członkiem Komunistycznej Partii Związku Radzieckiego. W 1962 ukończył Kijowski Instytut Politechniczny, publikował od 1957. Mieszkał w Kijowie, następnie w Moskwie. Oprócz swoich wierszy publikował również przekłady. Pochowany na Cmentarzu Wwiedieńskim w Moskwie.

## Wybrane prace
Zbiory poezji:
- „Mosty” (ros. „Мосты”; 1964);
- „Jedinstwiennyj dom” (ros. „Единственный дом”; 1968);
- „Zabytaja muzyka” (ros. „Забытая музыка”; 1974);
- „Moroznoje obłako” (ros. „Морозное облако”; 1977);
- „Naiwnyj ochotnik” (ros. „Наивный охотник”; 1981);

i inne .